# Shun Shioya
Shun Shioya (塩谷 瞬) (Ishikawa, Japão, 7 de Junho de 1982), é um ator japonês.

## Filmografia

### Filmes
| Ano  | Título original                               | Título em português         | Papel             | Observações |
| 2002 | Ninpuu Sentai Hurricanger Shushuuto the Movie |                             | Yuusuke Shima     |             |
| 2002 | Sensen Fukoku                                 |                             | Seiichi Sawaguchi |             |
| 2003 | Ninpuu Sentai Hurricanger Vs. Gaoranger       |                             | Yuusuke Shima     |             |
| 2004 | Bakuryu Sentai Abaranger Vs. Hurricanger      |                             | Yuusuke Shima     |             |
| 2004 | Tokyo Noir                                    |                             | Seiichi Sawaguchi |             |
| 2004 | Pacchigi!                                     | Nós Superaremos um Dia (br) | Kousuke Matsuyama |             |
| 2005 | Boku to Kanojo no XXX                         |                             |                   |             |
| 2006 | Deguchi no Nai Umi                            |                             | Nobuo Ito         |             |
| 2007 | Ryu ga Gotoku                                 |                             | Satoru            |             |
| 2007 | Akai Bunka Jutaku no Hatsuko                  |                             | Katsuhito         |             |
| 2007 | Hatsu Yuki no Koi:                            |                             | Yasuji Kojima     |             |
| 2007 | Robo Rock                                     |                             | Masaru Hagiwara   |             |
| 2007 | Mayu                                          |                             |                   |             |
| 2007 | Zo no Senaka                                  |                             | Shunsuke Fujiyama |             |
| 2007 | Aozora no roulette                            |                             | Tatsuo Fukuyama   |             |
| 2007 | Tentei jimusho 5: Kain to Aberu               |                             |                   |             |
| 2008 | Bandage                                       |                             |                   |             |
| 2007 | Chameleon                                     |                             | Kosuke Harukawa   |             |
| 2009 | Lush Life                                     |                             |                   |             |
| 2011 | Shoujotachi no Rashinban                      |                             |                   |             |

### Televisão
| Ano  | Título original          | Título em português | Papel           | Observações |
| 2003 | Dr. Koto Shinryojo       |                     | Shun Hashiguchi | Fuji TV     |
| 2004 | Okusama wa Majo          |                     | Masaya Kida     | TBS         |
| 2005 | Designer                 |                     |                 | TBS         |
| 2006 | Bengoshi no Kuzu         |                     |                 | TBS, ep10   |
| 2006 | Byakuyako                |                     |                 | TBS         |
| 2007 | Kagero no Tsuji          |                     |                 | NHK         |
| 2008 | Kyo wa Shibuya de Rokuji |                     |                 | Fuji TV     |
| 2008 | Top Sales                |                     | Yukio Abe       | NHK         |
| 2008 | Tomorrow                 |                     |                 | TBS, ep3    |
| 2008 | Nanase Futatabi          |                     | Kosuke Iwabuchi | NHK         |
| 2009 | LOVE GAME                |                     |                 | NTV, ep1    |

### Tokusatsu
| Ano  | Título original           | Título em português | Papel         | Observações        |
| 2002 | Ninpuu Sentai Hurricanger |                     | Yuusuke Shima | TV Asahi           |
| 2011 | Kaizoku Sentai Gokaiger   |                     | Yuusuke Shima | TV Asahi, ep 25-26 |

## Premiações
- Ganhou o Prémio de Melhor Ator Revelação no Japan Academy Awards: por "Nós Superaremos um Dia" (2006)